# Buriti do Tocantins
Buriti do Tocantins es un municipio brasilero del estado del Tocantins. Se localiza en la microrregión del Bico do Papagaio, estando a una altitud de 198 metros. Su población estimada en 2009 era de 8.454 habitantes. Posee un área de 272,19 km².

## Historia
La Villa Buriti del Norte fue fundada en 1964 y en 1989 con la instalación del Estado del Tocantins y por fuerza del Decreto Legislativo n.º 01 publicado en el D.El/TO, del día 1 de enero la Villa fue elevada a la categoría de municipio y denominada Buriti do Tocantins.